# 速哥八剌

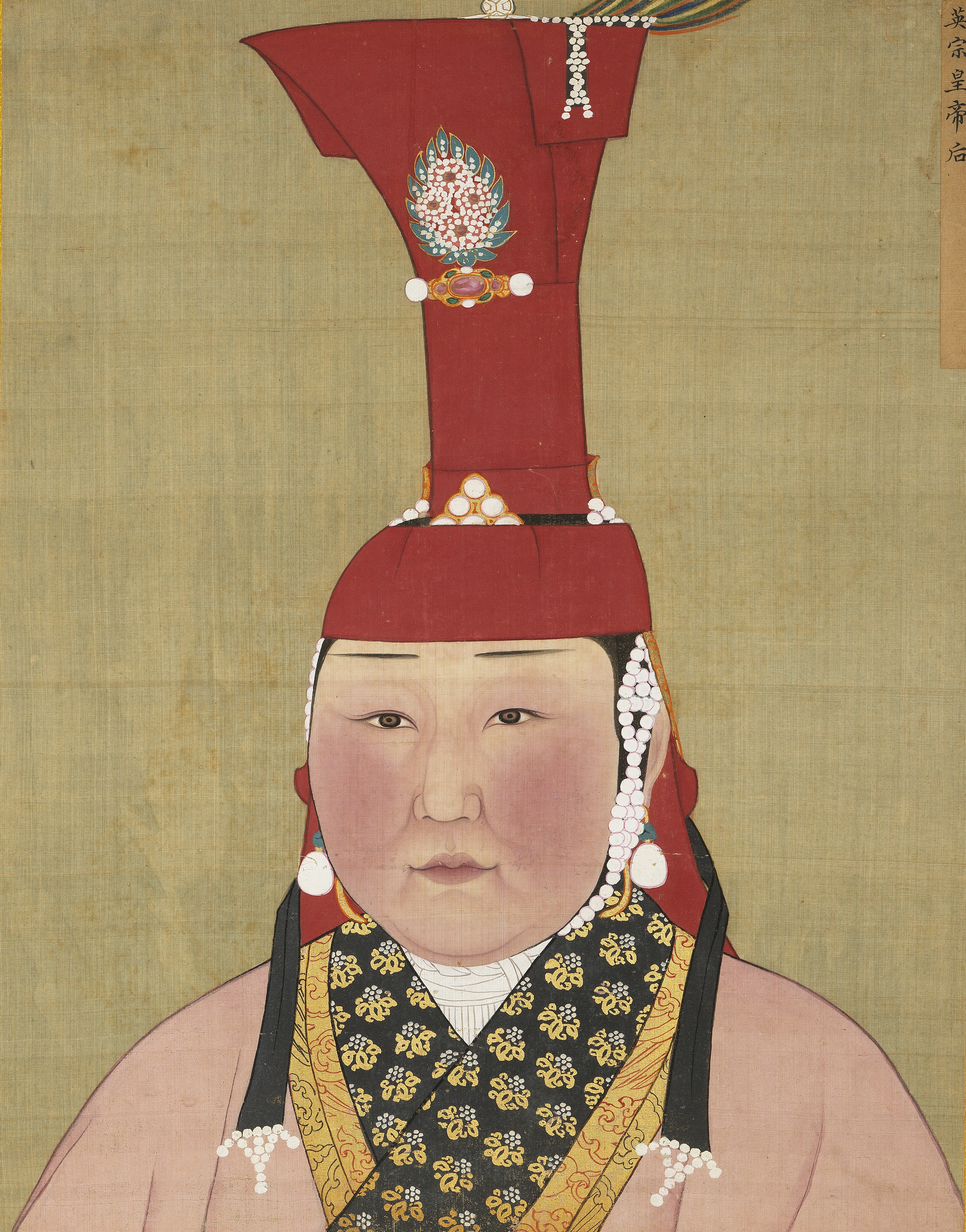
速哥八剌皇后

速哥八剌（?—1327年7月10日），亦启烈氏，元英宗硕德八剌的皇后，母亲是元成宗的女儿昌国公主益里海涯。
出生年份没有记载。至治元年（1321年）十二月册立为皇后。在皇后的大力推荐下，拜住为丞相，成为英宗的得力助手。但是英宗过于年青气盛、急切推行新政，速哥八剌劝英宗不要操之过急，先要多栽培一些亲信，之后再行事改革。至治三年（1323年）南坡之变，反对改革的御史大夫铁失弑杀元英宗，速哥八剌失去皇后地位。泰定四年六月二十一日（1327年7月10日），速哥八剌驾崩。泰定四年八月二十七日（1327年9月13日），定谥号庄静懿圣皇后。

## 延伸阅读
[在维基数据编辑]
 《元史·卷114》，出自宋濂《元史》
 《新元史/卷104》，出自柯劭忞《新元史》